# コンピュータプログラミングの概念・技法・モデル
『コンピュータプログラミングの概念・技法・モデル』 (コンピュータプログラミングのがいねん・ぎほう・モデル、CTM、CTMCP、英: Concepts, Techniques, and Models of Computer Programming) は、一般的なコンピュータプログラミングの概念について説明した教科書であり、ピーター・ヴァン・ロイとセイフ・ハリディにより著された。
日本語訳の訳者は羽永洋である。
この教科書の略称はCTMもしくはCTMCPである。
ガウディ本と呼ばれることもある。
ピーター・ヴァン・ロイはルーヴァン・カトリック大学の教授であり、セイフ・ハリディはスウェーデン王立工科大学の教授である。
この教科書は2004年に MIT Press から出版され、2007年に日本語訳が翔泳社から出版された。
この教科書では、マルチパラダイムプログラミング言語Ozの注意深く選択されたサブセット (Mozartプログラミングシステム) を使い、重要なプログラミングの概念と技法とモデル (プログラミングパラダイム) を説明している。

## 書誌情報
- ピーター・ヴァン・ロイ、セイフ・ハリディ、羽永洋(訳) 、『コンピュータプログラミングの概念・技法・モデル』、翔泳社、2007年、ISBN 978-4798113463
- Peter Van-Roy, Seif Haridi, Concepts, Techniques, and Models of Computer Programming, Mit Press, 2004, ISBN 978-0262220699